# Ernst Bernhard Wagner
Ernst Bernhard Wagner (* 29. August 1760 in Calw; † 5. Dezember 1828 in Stuttgart) war ein württembergischer Landtagsabgeordneter.

## Leben und Familie
Ernst Bernhard Wagner war der Sohn des Kompanie-Verwalters Wilhelm Michael Wagner (1726–1793) und der Anne Regine geb. Krämer (1733–1797). Er heiratete 1783 Sibille Friederike geb. Wagner (1766–1814). Mit ihr hatte er die Tochter Wilhelmine Friederike Wagner (1789–1832). Diese heiratete 1808 den Theologen und Landtagsabgeordneten Christian Karl August von Haas. Ernst Bernhard Wagner arbeitete als Kaufmann in Calw.

## Politik
Von 1797 bis 1805 war Wagner Deputierter von Calw auf den letzten Landtagen nach der alten württembergischen Verfassung. Er war dort Mitglied des Engeren Ausschusses und Landschaftsassessor. Von 1815 bis 1817 war er Mitglied der Ständeversammlungen für den Wahlkreis Waiblingen. Am 25. April 1817 gehörte er zu den Mitunterzeichnern der Erklärung der sogenannten altwürttembergischen Abgeordneten zur Mehrheitsfrage.